# Pocoyo
Pocoyo är en spansk-brittisk animerad tv-serie skapad av David Cantolla, Luis Gallego och Guillermo García Carsí som bland annat sänds av SVT Barn i Sverige.